# Grünalge

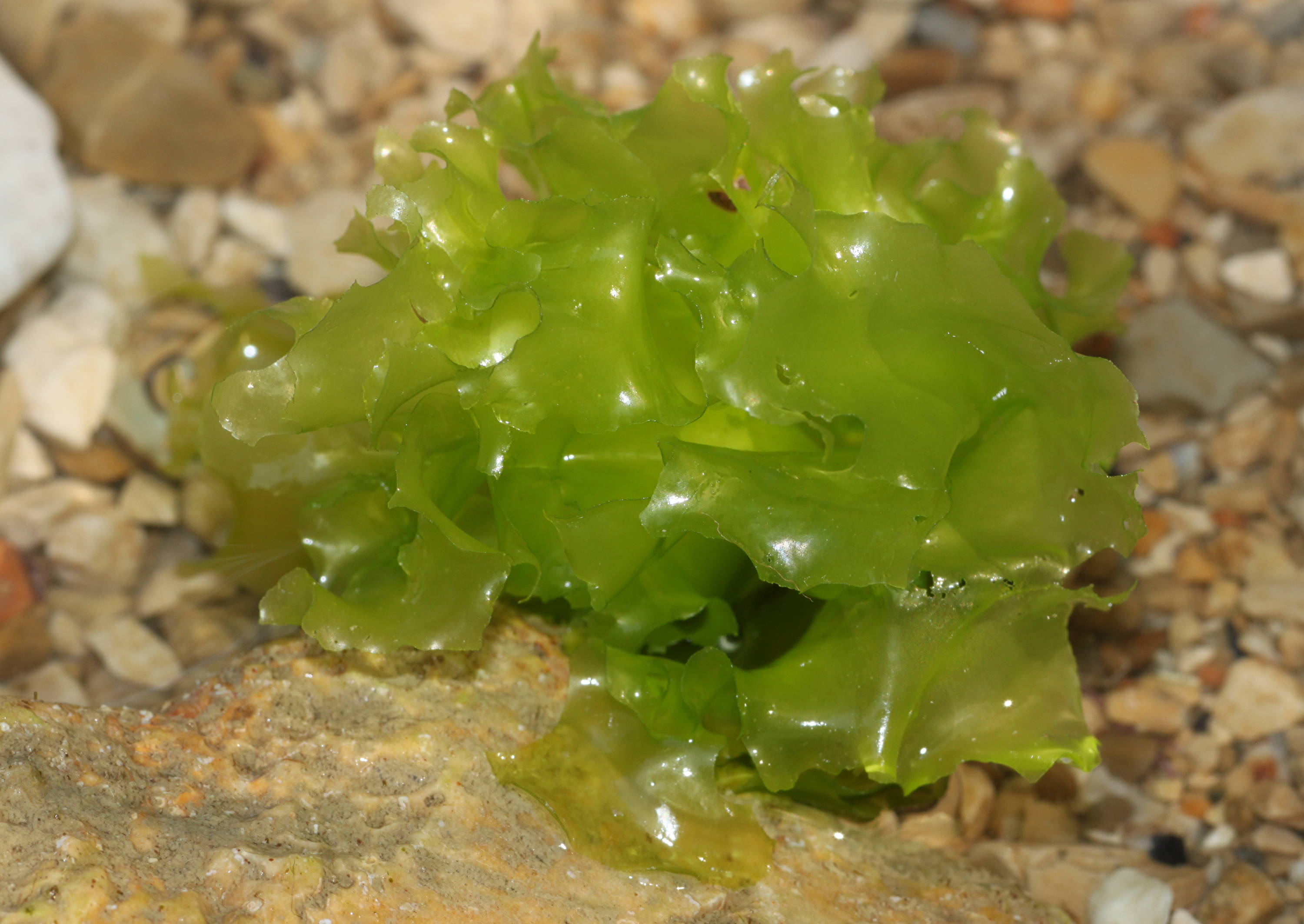
Meersalat (Ulva lactuca)

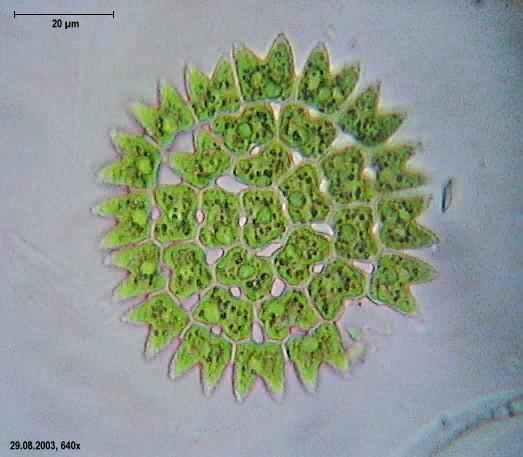
Pediastrum duplex, eine Kolonien bildende Grünalge

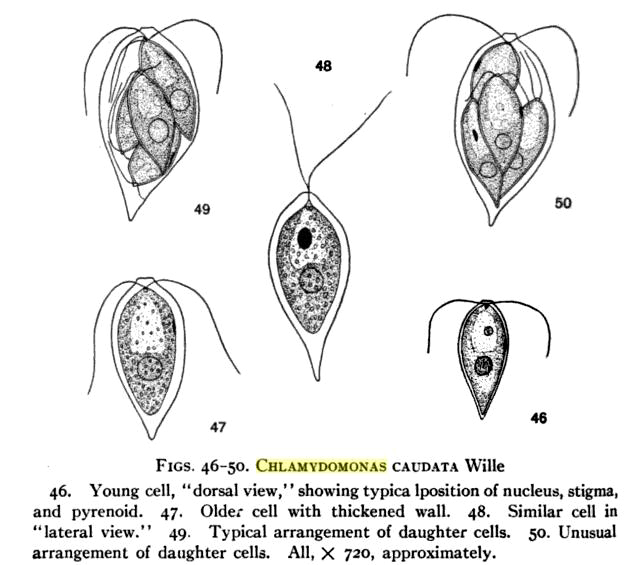
Chlamydomonas caudata, eine einzellige, begeißelte Grünalge

Die Grünalgen sind eine Gruppe von Algen, die früher in der Systematik als eigenes Taxon geführt wurden. Phylogenetisch handelt es sich jedoch um eine paraphyletische Gruppe, weil sie nicht alle Nachkommen ihres letzten gemeinsamen Vorfahren enthalten. So werden die „höheren“ Pflanzen (Embryophyta) nicht zu den Grünalgen gerechnet, obwohl sie sich aus diesen entwickelt haben. Als Grünalgen bezeichnet man daher alle Vertreter der Chloroplastida mit Ausnahme der Embryophyta.

## Merkmale
Die Organisationsformen der Grünalgen reichen von Einzellern und Zellkolonien bis hin zu vielzelligen Thalli, die z. T. an Embryophyta erinnern (z. B. der Meersalat). Einzellige Arten können zwei oder vier gleich lange (isokonte) Geißeln haben oder unbegeißelt sein. Neben vielzelligen Formen gibt es auch vielkernige (coenocytische) ohne zellige Unterteilung. Ihre Chloroplasten enthalten wie die der Embryophyta die Photosynthese-Pigmente Chlorophyll a und b sowie oft Stärkekörper. Die Zellwände haben sehr unterschiedliche Bestandteile; nur bei manchen Grünalgen ist die für die Embryophyta charakteristische Zellulose vorhanden.
Bei der sexuellen Fortpflanzung treten fast immer begeißelte Gameten auf, die den begeißelten einzelligen Arten meist ähneln. Die weiblichen Gameten können begeißelt sein und den männlichen gleichen (Isogamie) oder sich schon äußerlich von ihnen unterscheiden (Anisogamie), oder sie können unbewegliche Eizellen sein (Oogamie). Die Zygote ist meistens eine dickwandige Dauerzelle. Die meisten Grünalgen sind Haplonten, d. h. mit Ausnahme der diploiden Zygote immer haploid. Es kommt jedoch auch ein heterophasischer Generationswechsel vor, bei dem sich haploide und diploide Generationen abwechseln. Dabei können die beiden Generationen gleich oder verschieden gestaltet sein. Außerdem kann sowohl in der haploiden als auch in der diploiden Phase ungeschlechtliche Vermehrung auftreten, so dass mehrere Generationen mit gleicher Kernphase aufeinander folgen.
Das erste veröffentlichte Genom einer Grünalge war 2006 das von Ostreococcus tauri.

## Vorkommen
Es wurden bislang (Stand: 2014) etwa 4000 Grünalgen-Arten beschrieben, von denen etwa 90 % im Süßwasser leben. Unter den marinen Vertretern stellt die Gattung Micromonas die häufigsten photosynthetischen Eukaryoten im Meer. Außerdem gibt es auch viele außerhalb des Wassers lebende Grünalgen, vor allem auf feuchtem Boden und auf Bäumen. Manche leben symbiotisch als Bestandteile von Flechten oder als Zoochlorellen in Süßwasserpolypen oder anderen wirbellosen Tieren.

## Systematik
Heute werden die Vertreter der Grünalgen in die Gruppe der Chloroplastida gestellt, die neben den Grünalgen auch die Embryophyta umfassen. Der Großteil der Grünalgen wird in die Chlorophyta gestellt, der andere Teil mit den Schmuckalgen und den Armleuchteralgen bildet zusammen mit den Embryophyta die Charophyta.